# Amerika-Sandregenpfeifer
Der Amerika-Sandregenpfeifer (Charadrius semipalmatus) ist eine monotypische Art aus der Familie der Regenpfeifer. Es handelt sich um einen nearktischen Vogel, der im Norden Nordamerikas brütet.
Die IUCN stuft den Amerika-Sandregenpfeifer als nicht gefährdet (least concern) ein, da sein Verbreitungsgebiet sehr groß ist und der Bestand stabil zu sein scheint. Der weltweite Bestand wird auf 150.000 geschlechtsreife Individuen geschätzt.

## Erscheinungsbild
Der Amerika-Sandregenpfeifer erreicht eine Körperlänge zwischen 17 und 19 Zentimeter. Die Flügelspannweite beträgt 43 bis 52 Zentimeter. Das Gewicht variiert zwischen 45 und 65 Gramm.
Der Amerika-Sandregenpfeifer ist vom Sandregenpfeifer äußerlich kaum zu unterscheiden. Wie dieser hat er einen graubraunen Rücken und eine weiße Körperunterseite. Die Stirn ist weiß und von einer schwarzen Gesichtsmaske umgeben, die bis zu den Ohrflecken reicht. Der Oberkopf und der hintere Nacken sind graubraun. Ein weißes Nackenband trennt sich auf der Körpervorderseite bis zur unteren Schnabelbasis aus. Ein zweites, schwarzes Band geht vorne in die schwarze Vorderbrust über. Der Schnabel ist kurz. Die Schnabelspitze ist schwarz, der übrige Schnabel orangegelb.
Dem Amerika-Sandregenpfeifer fehlt der auffällige halbmondförmige weiße Fleck hinter den Augen, der für Sandregenpfeifer charakteristisch ist. Sie weisen hier nur einige wenige hellere Federn auf und bei vielen Individuen fehlen diese vollständig. 

## Stimme
Die Stimme des Amerika-Sandregenpfeifers unterscheidet sich deutlich vom Sandregenpfeifer und ist häufig die einzige Methode, die beiden Arten bei Feldbeobachtungen auseinanderzuhalten. Der Amerika-Sandregenpfeifer hat einen pfeift ansteigend chee-wee, dabei ist der Ruf höher und schärfer als beim Sandregenpfeifer.

## Verbreitungsgebiet und Lebensweise
Der Amerika-Sandregenpfeifer brütet im gesamten Alaska, im Yukon und den Northwest Territories sowie im Süden von Nunavut. Sein Lebensraum ist die Tundra. Er ist ein Zugvogel, der im Winterhalbjahr nach Süden zieht und im Süden der Vereinigten Staaten, auf den Karibischen Inseln sowie an der Küste Zentral- und Südamerikas überwintert. In der Regel halten sich Amerika-Sandregenpfeifer an ihren Überwinterungsplätzen im Küstenbereich auf, gelegentlich werden sie jedoch auch im Binnenland an Flüssen und Seen beobachtet.
Der Amerika-Sandregenpfeifer frisst während der Fortpflanzungszeit bevorzugt Insekten und deren Larven, an den Überwinterungsplätzen spielen Muscheln eine erhebliche Rolle in seiner Ernährung. Amerika-Sandregenpfeifer gehen eine monogame Saisonehe ein. Das Gelege besteht aus drei bis vier cremefarbenen Eiern, die dunkelbraun gefleckt sind. Die Brutzeit beträgt 23 bis 26 Tage und beide Elternvögel sind an der Brut beteiligt. Die Jungvögel sind nach 22 bis 26 Tagen flügge. Sie brüten bereits im nächsten Jahr.

## Belege

### Einzelbelege
1. ↑  Factsheet auf BirdLife International
2. ↑   Sale, S. 173
3. ↑   Sale, S. 173